# Tour della nazionale maschile di rugby a 15 della Romania 1998
Tra il 1998 e il 1999, la nazionale della Romania di "rugby a 15" si reca varie volte in tour per prepararsi al Coppa del mondo del 1999
Nel 1998 si reca in Argentina dove subisce una pesante sconfitta nell'unico test match ufficiale.
| Bahía Blanca 25 luglio 1998 | Seleccion de Ascenso | 34 – 34                                         | Romania XV |  |
| \| \| \| \| \| Diego Gómez Coll, Daniel Villén (2) Arturo Mimesi, 1 meta tecnica \| mt \| Ionut Tofan, Christian Solomie Ovidiu Slusariuc \| \| Pedro Raiteri 3 \| tr \| Petre Mitu \| \| Pedro Raiteri \| c.p. \| Petre Mitu \| |                      |                                                 |            |  |
| |                      |                                                 |            |  |
| Diego Gómez Coll, Daniel Villén (2) Arturo Mimesi, 1 meta tecnica | mt                   | Ionut Tofan, Christian Solomie Ovidiu Slusariuc |            |  |
| Pedro Raiteri 3 | tr                   | Petre Mitu                                      |            |  |
| Pedro Raiteri | c.p.                 | Petre Mitu                                      |            |  |

| Rosario 28 luglio 1998 | UR Rosario | 16 – 16    | Romania XV |  |
| \| \| \| \| \| Ezequiel Jurado \| mt \| Draguceanu \| \| Martín Molina \| tr \| Petre Mitu \| \| Martín Molina 3 \| c.p. \| \| |            |            |            |  |
| |            |            |            |  |
| Ezequiel Jurado | mt         | Draguceanu |            |  |
| Martín Molina | tr         | Petre Mitu |            |  |
| Martín Molina 3 | c.p.       |            |            |  |

| Cordoba 1º agosto 1998 | Cordoba | 38 – 29                                                 | Romania XV | La Tablada |
| \| \| \| \| \| Ceppolino, Sebastián Irazoqui Facundo Soler \| mt \| Romeo Gontineac, Gheorghe Solomie Petrache, Ionut Tofan \| \| José Luna \| tr \| Petre Mitu 2 \| \| José Luna 2 \| c.p. \| \| \| \| drop \| Petre Mitu \| |         |                                                         |            |            |
| |         |                                                         |            |            |
| Ceppolino, Sebastián Irazoqui Facundo Soler | mt      | Romeo Gontineac, Gheorghe Solomie Petrache, Ionut Tofan |            |            |
| José Luna | tr      | Petre Mitu 2                                            |            |            |
| José Luna 2 | c.p.    |                                                         |            |            |
| | drop    | Petre Mitu                                              |            |            |

| Tucuman 5 agosto 1998 | Tucuman | 38 – 29                                                     | Romania XV | Lawn Tennis |
| \| \| \| \| \| Leandro Molinuevo, Julio Paz Leonardo Gravano, José Santamarina Ricardo Sauze, meta tecnica \| mt \| Adrian Girbu, Cecil Codea Ovidiu Slusariuc , Mihai Vioreanu \| \| Ricardo Sauze 4 \| tr \| Ionut Tofan \| \| \| c.p. \| Christian Dar \| |         |                                                             |            |             |
| |         |                                                             |            |             |
| Leandro Molinuevo, Julio Paz Leonardo Gravano, José Santamarina Ricardo Sauze, meta tecnica | mt      | Adrian Girbu, Cecil Codea Ovidiu Slusariuc , Mihai Vioreanu |            |             |
| Ricardo Sauze 4 | tr      | Ionut Tofan                                                 |            |             |
| | c.p.    | Christian Dar                                               |            |             |

| Arbitro: | Eduardo Blengio |

| |            | |
| Albanese, Arbizu, Camerlinckx Fernandez Lobbe, Martin Pichot 2, Soler, Sporleder 1 meta tecnica | mt         | 1 meta tecnica, Draguceanu Gontineac |
| Quesada 9 | tr         | Mitu 2 |
| | c.p.       | Mitu |
| 15.Diego Albanese 14.Facundo Soler 13.Jose Orengo 12.Lisandro Arbizu 11.Martin Pfister 10.Gonzalo Quesada 9.Agustín Pichot 8.Pablo Camerlinckx 7.Miguel Ruiz 6.Santiago Phelan 5.Pedro Sporleder (cap.) 4.Ignacio Fernández Lobbe 3.Omar Hasan Jalil 2.Federico Mendez Azpillaga 1.Mauricio Reggiardo sostituti: 16.Rolando Martín 17.Federico Todeschini 18.Nicolás Fernández Miranda 19.Pablo Bouza 20.Francisco García 21.Carlos Promanzio | Formazioni | 15.Mihai Vioreanu 14.Radu Fugigi 13.Cristian Lupu 12.Romeo Gontineac 11.Gheorghe Solomie 10.Ionut Tofan 9.Petre Mitu 8.Alex Manta 7.Catalin Draguceanu (cap) 6.Florin Corodeanu 5.Ovidiu Slusariuc 4.Vasile Nedelcu 3.Constantin Stan 2.Petru Balan 1.Gabriel Vlad sostituti: 16.Erdinci Septar 17.Gabriel Brezoianu 18.Marian Dumitru 19.Dragos Niculae 20.Valentin Maftei 21.Stefan Demici |